# Torre dei Lamberti

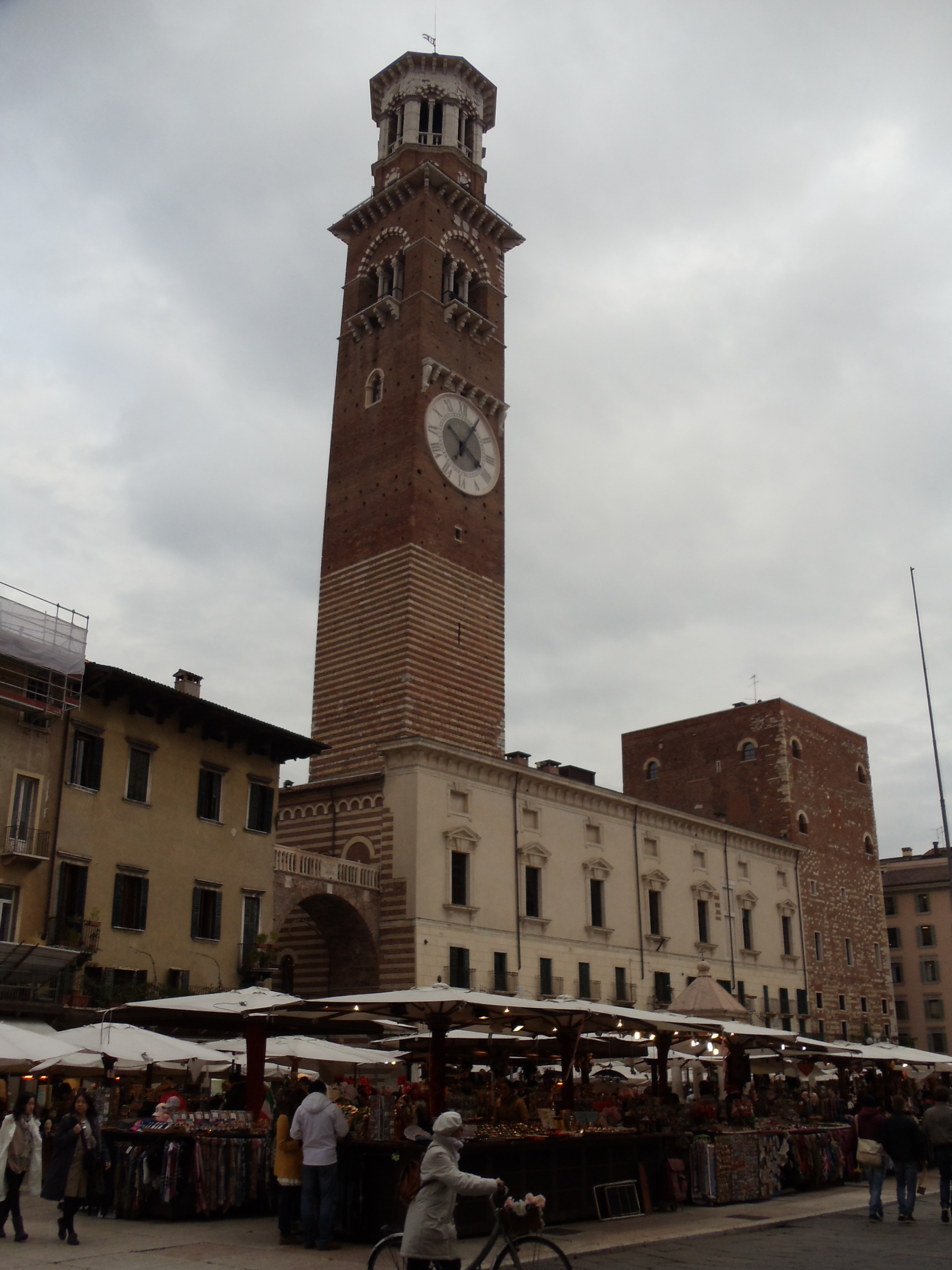
Vista da Torre dei Lamberti e Piazza delle Erbe

A Torre dei Lamberti é uma torre de 84m de altura, localizada na Piazza delle Erbe, em Verona, norte da Itália.

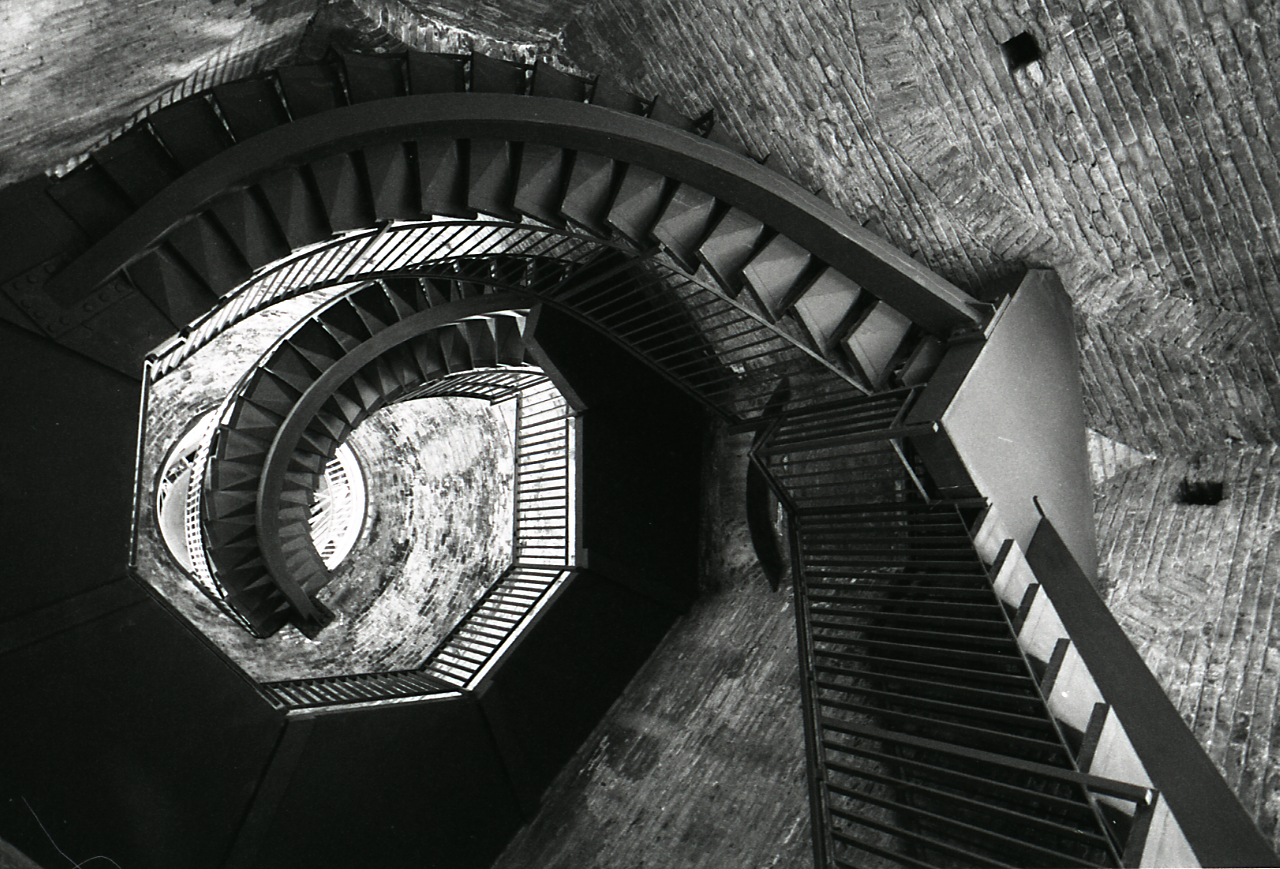
A escada em espiral na torre. Foto de Paolo Monti, 1972.

A construção da torre foi iniciada em 1172; em Maio de 1403 um relâmpago atingiu o topo da torre, mas só em 1448 foram iniciadas obras de restauração, que durou até 1464. Na ocasião, a torre foi ampliada: as secções mais recentes podem ser reconhecidas hoje pelo uso de diferentes materiais (tal como o mármore). O grande relógio foi adicionado em 1779.
A torre tem dois sinos: o Marangona sinaliza incêndios, horários de trabalho e as horas do dia, enquanto o maior, chamado de Rengo, é usado para chamar a população para as armas ou para invocar os Concílios da cidade.